# Wolfgang Lanzenberger

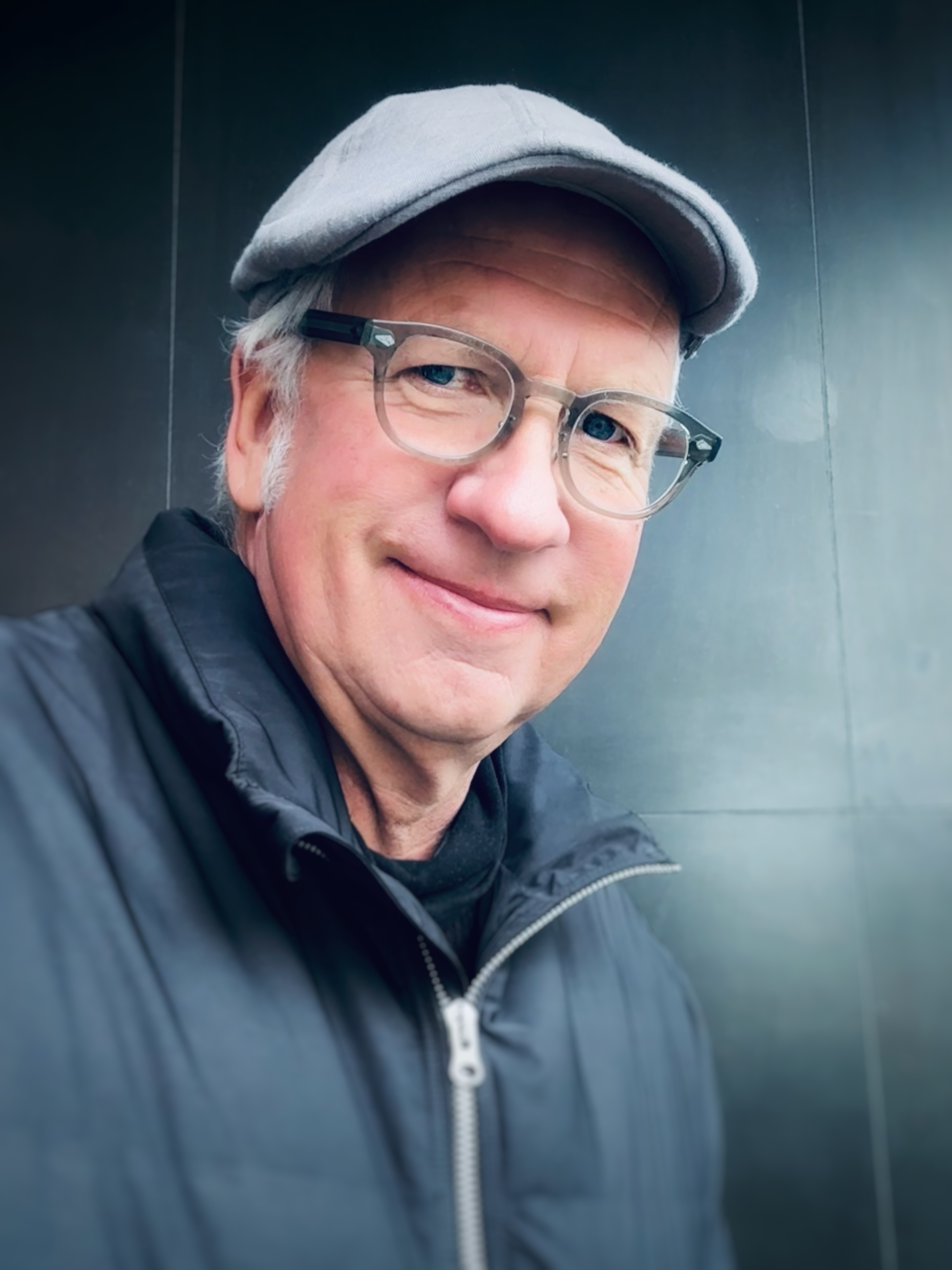
Wolfgang Lanzenberger 2024

Wolfgang Lanzenberger (* 27. Februar 1959 in München) ist ein deutscher Regisseur, Autor und Kameramann, der die Gründungsjahre des deutschen Privatfernsehens mitgestaltet hat und unter anderem an den Sendestarts von Eureka/ProSieben, DSF und N24 mitbeteiligt war.
Er war langjährig bis Ende 2023 als Leiter Regie bei Seven.One Production in Unterföhring tätig. Über die Studioproduktionen für ProSieben, Sat.1, und kabel eins hinaus ist Lanzenberger auch im werblichen Umfeld tätig. Er realisierte zahlreiche Unternehmensfilme und Werbespots sowie Kunstdokumentationen unter dem eigenen Label FilmArt.

## Leben
Lanzenberger studierte nach dem Abitur 1979 am Klenze-Gymnasium München Kommunikationswissenschaft, Markt- und Werbepsychologie sowie Soziologie an der Ludwig-Maximilians-Universität München, Studienabschluss als Magister artium. Danach absolvierte er eine Hospitanz beim BR Fernsehen und agierte dort als freier  Fernsehjournalist von 1986 bis 1988 im Programmbereich Bildung und Gesellschaft. Lanzenberger begann seine Regietätigkeit 1987 bei Eureka TV. Seit der  Umfirmierung des Senders in die Pro7 Television GmbH (1988) und der Gründung der SZM Studios als Produktionsdienstleister (1993) zeichnete Lanzenberger für Formatstarts und dem Start von drei nationalen Fernsehsendern regieverantwortlich.
Lanzenberger führte Regie bei Live-Sendungen und Aufzeichnungen und betreute Fernsehformate wie Galileo, taff,  red!, und Akte (Sat.1; seit 2019). In der Vergangenheit betreute er unter anderem Welt der Wunder (1996 bis 2004), Wunderwelt Wissen (2005 bis 2007) und SAM (1995 bis 2009) sowie aktuelle Nachrichten, Nachrichtenmagazine und zahlreiche Sondersendungen für ProSieben, Sat.1, kabel eins und N24. Im Jahr 2000 wurde Lanzenberger zum Leiter Regie ernannt. 2004 erfolgte die Umfirmierung der SZM-Studios zu ProSiebenSat.1 Produktion, im Oktober 2020 die Umbenennung in Seven.One Production. 
Seit dem Jahr 2003 bis zu seinem Ausscheiden war Lanzenberger Ausbildungsbeauftragter bei Seven.One Production und seinen Vorgängerfirmen. Darüber hinaus erhielt er ab 2010 Lehraufträge an der Hochschule der Medien Stuttgart (HdM) in Stuttgart, der DMA Medienakademie in München und der Bayerischen Akademie für Fernsehen und Digitale Medien in Unterföhring. Als Fachbuchautor hat sich Lanzenberger speziell auf dem Gebiet der Live-Fernsehproduktion eingebracht.
Über seine Fernsehtätigkeit hinaus beschäftigt sich Lanzenberger seit den 1980er Jahren mit der Produktion von Unternehmensfilmen. Er berät Unternehmen bei der Entwicklung von eigenen Filmprojekten und setzt diese als Regisseur und Autor gemeinsam mit Produktionspartnern um. Lanzenberger publizierte zum Thema Unternehmensfilme (gemeinsam mit Michael Müller), seit 2009 fungiert er als Jurymitglied bei Corporate Media und seit 2018 beim Inkometa-Award. Darüber hinaus hält Lanzenberger In-House-Schulungen und Workshops zu den Themen Regie, Live-TV und Unternehmensfilm ab.
Lanzenberger arbeitete auch als Kameramann für öffentlich-rechtlichen Anstalten: Er drehte Beiträge für das Kulturmagazin Capriccio sowie Kulturdokumentationen zum Thema Klassische Moderne und zeitgenössische Kunst und Dokumentationen, die von 3sat, arte (Metropolis) und ARD-alpha gesendet wurden.
Unter dem Namen FilmArt Lanzenberger widmet sich Lanzenberger verschiedenen Kultur- und Dokumentarfilm-Projekten, seit 2019 bündelt er seine Filmaktivitäten unter dem Label Lanzenberger-Bewegtbild.
Wolfgang Lanzenberger lebt in München im Stadtteil Haidhausen. Er ist mit der Medizinjournalistin Laura Westphal-Lanzenberger verheiratet.

## Filmografie

### Kameraarbeiten (in Zusammenarbeit mit J. Kaess-Farquet – Independent Artfilms)
- 1982 Franz Hitzler und Troels Wörsel
- 1983 Leitern zu Clemens Kaletsch
- 1984 Einblicke in die neue Deutsche Malerei: Martin Kippenberger, Albert und Markus Oehlen, Jiří Georg Dokoupil, Peter Bömmels und Hans Peter Adamski (45 Min.)
- 1985 Sylvia Plath: Tanztheater von Johann Kresnik mit Musik von Walter Haupt (45 Min.)
- 1996 Kunst zwischen Schönheit und Schmerz: Louise Bourgeois, Nancy Spero und Jenny Holzer in New York (43 Min.)
- 1997 Zwischen Schönheit und Schmerz: Körperkunst und Körperkult: Vito Acconci, Maria Lassnig, Kiki Smith, Nan Goldin, Tony Oursler, Marlene Dumas, Maureen Connor (45 Min.)
- 1997 Design oder Nichtsein: Philippe Starck, Yōji Yamamoto, Neville Brody, Andrée Putman, Ron Arad, Tom Dixon, Tomato und Beat Wyss (45 Min.)
- 1998 Paul Gauguin: Der Traum vom Paradies (45 Min.)
- 1999 Camille Pissarro: Sensation des Augenblicks (45 Min.)
- 2000 Paul Cézanne: Die Welt in einem Apfel (45 Min.)
- 2001 Die Sammler und ihre Passion (1): Franz Herzog von Bayern, Ingvild Goetz und Heinz Berggruen (45 Min.)
- 2002 Die Sammler und Ihre Passion (2): Ernst Beyeler, Giuliano Gori und Lothar Schirmer (45 Min.)
- 2002 Claude Monet und die Moderne (45 Min.)
- 2003 Slowmotion: Louise Bourgeois, Christian Boltanski, Rem Koolhaas, Shirin Neshat und Bill Viola (45 Min.)
- 2003 Vincent van Gogh: Revolutionär der Moderne (45 Min.)
- 2004 München schmückt sich (45 Min.)
- 2005 Toulouse-Lautrec: Pariser Nächte (45 Min.)
- 2005 René Magritte: Das Rätsel der Bilder (45 Min.)
- 2005 Paul Cassirer – Ein Fest der Künste. Mit Rahel E. Feichenfeldt (45 Min.)
- 2007 Rodin: Theater der Leidenschaften (45 Min.)
- 2010 Martin Kippenberger und Co – Ein Dokument (25 Min.)
- 2010 Galina und Nikolay Skryl
- 2011 Fotokünstler machen Geschichte – Die Bechers und ihre Schüler (38 Min.)
- 2012 Joachim Jung – Lindepartitur (38 Min.)
- 2012 dOCUMENTA 13. An expedition through Documenta’s world-spanning art stories (77 Min.)
- 2012 Bella Italia: Eine Italienreise in Fotografien und Gemälden des 19. Jahrhunderts (27 Min.)
- 2014 Phenomena – The Ballad of Jewels (24 Min.)
- 2015 Maria Lassnig: Du oder ich (44 Min.)
- 2017 dOCUMENTA 14 Goes To Athens (90 Min.)

### Fernsehberichte (in Zusammenarbeit mit J. Kaess-Farquet – Independent Artfilms)
- Filme über Roberto Matta, Pierre Bonnard, Felix Droese, James Lord, Lawrence Weiner, Matt Mullican, Tony Cragg und David Rabinowitch.

### Filmreihen (in Zusammenarbeit mit J. Kaess-Farquet – Independent Artfilms)
- Z.E.N.: Kunst heute, unter anderem über Gerhard Richter, Jean Tinguely, Niki de Saint Phalle, Rupprecht Geiger, Ulrich Rückriem, Magdalena Jetelová und Walter De Maria.
- Z.E.N.: Tanz heute, unter anderem über Maurice Béjart, Marcia Haydée, Hans van Manen und William Forsythe.

### Eigenproduktionen
- 2016 Danny Friedrich, Wolfgang Lanzenberger: Farbsolo – Die Künstlerin Monika Reinhard. Abgerufen am 14. Mai 2017. (Webvideo und Ausstellungsfilm, YouTube-Download, 10:10 Min.)
- 2022 Wolfgang Lanzenberger, Günter Stolz: documenta fifteen - "make friends not art". Abgerufen am 3. Juli 2024. (Webvideo, YouTube-Download, 25:25 Min.)

## Auszeichnungen
- 1995: BDA-Award Silber in der Kategorie On-Air-Promotion
- 1999: Award of Master: Auszeichnung für “Corporate Film”
- 2014: Award of Master: Member of the European Masterclass für herausragende Leistungen zur Marktqualifizierung

## Schriften
- Live-TV. Produzieren und senden in Echtzeit. UKV Verlagsgesellschaft GmbH, Konstanz 2015, ISBN 978-3-86764-447-1.
- mit Michael Müller: Unternehmensfilme drehen. Business Movies im digitalen Zeitalter. 2017 (3. Aufl.). Köln. Herbert von Halem Verlag, ISBN 978-3-7445-0905-3 (eingeschränkte Vorschau in der Google-Buchsuche)
- Gekauftes Image. In: Alexander Geimer, Carsten Heinze, Rainer Winter (Red.): Handbuch Filmsoziologie. Springer VS, Wiesbaden 2018 (E-Book), ISBN 978-3-658-10947-9.

Außerdem etliche Zeitschriftenartikel (unter anderem in W&V, rundy und CineChart).